# Ntlanhla Morgan Kutu
Ntlanhla Morgan Kutu (Johannesburg, 23 giugno 1995) è un attore sudafricano.

## Biografia
Ntlanhla Morgan Kutu è nato a Johannesburg, in Sudafrica, in una famiglia di origine lesothoana che, oltre a inglese e afrikaans lo cresce insegnandogli la lingua xhosa. Dal 2015 al 2017 frequenta la School for the Creative Economy, conseguendo una laurea triennale; mentre dal 2018 al 2019 si iscrive all'AFDA laureandosi in arti dello spettacolo e mettendo in scena varie rappresentazioni teatrali con la compagnia universitaria, tra cui Macbeth, dove veste i panni di Banco.
Dopo aver preso parte ai cortometraggi universitari Welcome e Timêla il 22 novembre 2019, debutta nel suo primo lungometraggio Four Walls and a Roof, proiettato in anteprima allo Zimbabwe Bioskop Film Festival il 27 settembre 2021. L'anno successivo appare in un episodio della serie televisiva Tali's Joburg Diary mentre, nel 2023, entra a far parte del cast della serie Netflix One Piece nel ruolo di Lucky Lou.

## Filmografia

### Cinema
- Welcome, regia di Michael Odendaal - cortometraggio (2019)
- Timêla, regia di Walt Mzengi Corey - cortometraggio (2019)
- Four walls and a roof, regia di Keelan Nieuwstadt (2020)
- What Would Maggie Do?, regia di Mark Penwill - cortometraggio (2023)
- London Calling, regia di Allan Ungar (2024)

### Televisiva
- Tali's Joburg Diary - serie TV, episodio 1x04 (2022)
- One Piece - serie TV, 3 episodi (2023-in corso)
- Shaka: King of the Zulu Nation - serie TV, episodio 1x01 (2023)